# Šodolovci
Šodolovci (srbsky Шодоловци, maďarsky Sodolovce) jsou vesnice a správní středisko stejnojmenné opčiny v Chorvatsku v Osijecko-baranjské župě. Nachází se asi 19 km jihozápadně od Osijeku. V roce 2011 žilo v Šodolovcích 338 obyvatel, v celé opčině pak 1 653 obyvatel. Naprostou národnostní většinu (82,58 % obyvatelstva) tvoří Srbové.
Součástí opčiny je celkem sedm trvale obydlených vesnic. Ačkoliv je střediskem opčiny vesnice Šodolovci s 338 obyvateli, jejím největším sídlem je Silaš se 476 obyvateli a Šodolovci jsou až druhou největší vesnicí.
- Ada – 200 obyvatel
- Koprivna – 113 obyvatel
- Palača – 241 obyvatel
- Paulin Dvor – 76 obyvatel
- Petrova Slatina – 209 obyvatel
- Silaš – 476 obyvatel
- Šodolovci – 338 obyvatel

Katastrální území opčiny se skládá ze dvou částí, které jsou od sebe odděleny vesnicí Laslovo, patřící k opčině Ernestinovo. Opčinou prochází státní silnice D518 a župní silnice Ž4109, Ž4121, Ž4122 a Ž4130.
Ve vesnici Paulin Dvor patřící k opčině Šodolovci se dne 11. prosince 1991 odehrál masakr, při němž členové chorvatské armády zavraždili celkem 19 lidí, z toho 18 Srbů a jednoho Maďara.